# Rainy Day Women No. 12 & 35
Rainy Day Women #12 & 35 è una canzone scritta da Bob Dylan ed è il brano di apertura del suo album del 1966 Blonde on Blonde. La durata del brano fu accorciata da 4:36 a 2:26 per la pubblicazione su singolo nell'aprile 1966.

## Il brano

### Origine e storia
Il brano è celebre per la sua strumentazione inusuale, infatti è l'unica canzone di Blonde On Blonde a figurare una banda di ottoni, e anche per il suo controverso testo, quel «They'll stone you» ripetuto all'inizio di ogni strofa, che creò alla canzone non pochi problemi con la censura dell'epoca. Robert Shelton, nella sua biografia di Dylan del 1986 No Direction Home (niente a che fare con il film documentario di Martin Scorsese dallo stesso titolo), afferma che la canzone fu bandita da molte stazioni radio americane e dalla BBC, proprio a causa dei suoi riferimenti presunti alle droghe.
Rainy Day Women #12 & 35 apre l'album Blonde on Blonde con "un suono da banda dell'Esercito della Salvezza", come lo descrisse lo stesso Dylan. Il brano è ritenuto un inno al “lasciarsi andare” ad eccessi “chimici” di ogni genere, grazie alla sua atmosfera divertitamente ubriaca e al continuo uso delle parole "stone" e "stoned" («They'll stone you when they say that it's the end ... But I would not feel so all alone / Everybody must get stoned!»), anche se Dylan, più avanti negherà di aver voluto scrivere intenzionalmente una cosiddetta drug song. Il testo del brano si regge sull'ambivalenza del termine inglese "stoned", che può significare sia "lapidato" che stonato nel senso di "sballato".
Pubblicata su singolo (B-side: Pledging My Time), la canzone raggiunse la posizione numero 2 negli Stati Uniti nella classifica dei singoli stilata da Billboard e il settimo posto in Inghilterra.
Circa l'origine dell'enigmatico titolo del brano, traducibile in italiano come qualcosa del tipo "Donne di giorni piovosi n. 12 & 35", il batterista Kenny Buttrey ricorda di aver chiesto a Dylan come aveva intenzione di chiamare la canzone che avevano appena finito di registrare. Dato che tutti i turnisti in studio avevano sentito quel everybody must get stoned ripetuto per diverse volte nel brano, davano per scontato che quello fosse il titolo. Inspiegabilmente invece Dylan replicò: «Rainy Day Women numero 12 & 35» senza pensarci un attimo e senza l'ombra di un sorriso.

### Ispirazione
La canzone fu probabilmente ispirata dalla famosa registrazione di Ray Charles di Let's Go Get Stoned, che Dylan aveva sentito pochi mesi prima mentre si trovava in una caffetteria di Los Angeles in compagnia di Phil Spector. Nel frattempo però, il gergo giovanile era rapidamente cambiato, per cui lo stonarsi in oggetto si riferiva non più agli alcolici ma agli stupefacenti.

### Struttura
La composizione è essenzialmente una semplice progressione di accordi blues. Le parti suonate da trombone, tuba, pianoforte, basso, batteria, e tamburello rimangono praticamente le stesse per tutta la durata del brano, solo l'armonica suonata da Dylan e il suo cantato subiscono molteplici variazioni durante l'esibizione, e spesso sono fuori tempo rispetto agli altri strumenti. Si sentono anche molte risate e grida di sottofondo, e Dylan stesso scoppia a ridere diverse volte mentre canta il testo. La canzone sembra suonata da un gruppo di musicisti strafatti di marijuana, e la qual cosa è probabilmente voluta. Secondo il libro di Howard Sounes Down the Highway: The Life of Bob Dylan, Dylan si rifiutò di suonare la canzone “da sobrio“, per infondere all'esecuzione del brano quell'atmosfera sgangherata e goliardica che cercava.

## Cover
- Il brano è stato reinterpretato dai The Black Crowes, e pubblicato come B-side del singolo del 1992 Hotel Illness. Nel 1995, la versione dei Black Crowes è stata inclusa nella compilation Hempilation: Freedom Is NORML album benefico a favore dell'organizzazione NORML.
- La canzone è stata anche registrata da Sammy Hagar sul suo album del 2006 Livin' It Up!.
- Il brano è stato ripreso in seguito anche da Lester Flatt e Earl Scruggs.
- Jimmy Buffett eseguì la canzone in concerto durante il suo tour del 2007-2008.
- Una parodia della canzone può essere ascoltata sull'album del gruppo The Meatmen, Toilet Slave.
- Ben Fong-Torres registrò un'altra parodia del brano intitolata Rainy Day Bookstores per la compilation Stranger than Fiction.
- La canzone Pietre presentata in coppia da Gian Pieretti e Antoine al festival di Sanremo del 1967, può considerarsi come liberamente ispirata a questo pezzo.
- Francesco De Gregori utilizza l'intro di questa canzone per una versione "alternate" di Buonanotte fiorellino (vedi gli album Vivavoce e il live Pubs and clubs).